# Yael López
Yael López est un footballeur international costaricien né le 17 décembre 1998 à Alajuela. Il joue au poste d'arrière droit à la LD Alajuelense. 

## Biographie

### En sélection
En juillet 2021, il est retenu par le sélectionneur Luis Fernando Suárez afin de participer à la Gold Cup 2021 organisée aux États-Unis, et ceci alors qu'il n'a pas joué le moindre match en sélection. Le 20 juillet, il reçoit sa première sélection contre la Jamaïque, avec à la clé une victoire 1-0. Le Costa Rica s'incline en quart de finale de la Gold Cup face au Canada.

## Palmarès
Deportivo Saprissa
- Championnat du Costa Rica (1) :
  - Champion : 2019 (Clausura).

- Ligue de la CONCACAF (1) :
  - Vainqueur : 2020.